# Steenvoordebeek
De Steenvoordebeek is een beek in Vlaams-Brabant die behoort tot het stroomgebied van de Schelde. 
De Steenvoordebeek ontspringt in het bronnengebied rond de Wolfsputten. Ze wordt gevoed door de Smissenbosbeek, de Zierbeek, de Terlindenbeek en de Nieuwe Molenbeek. In Ternat geeft de beek zijn naam aan het natuurgebied Steenvoorde. De Steenvoordebeek mondt uit in de Bellebeek in Sint-Katherina-Lombeek.
Andere namen voor deze beek zijn Steenvoordbeek, Molenbeek en Wolsembeek.